# Holzmaar

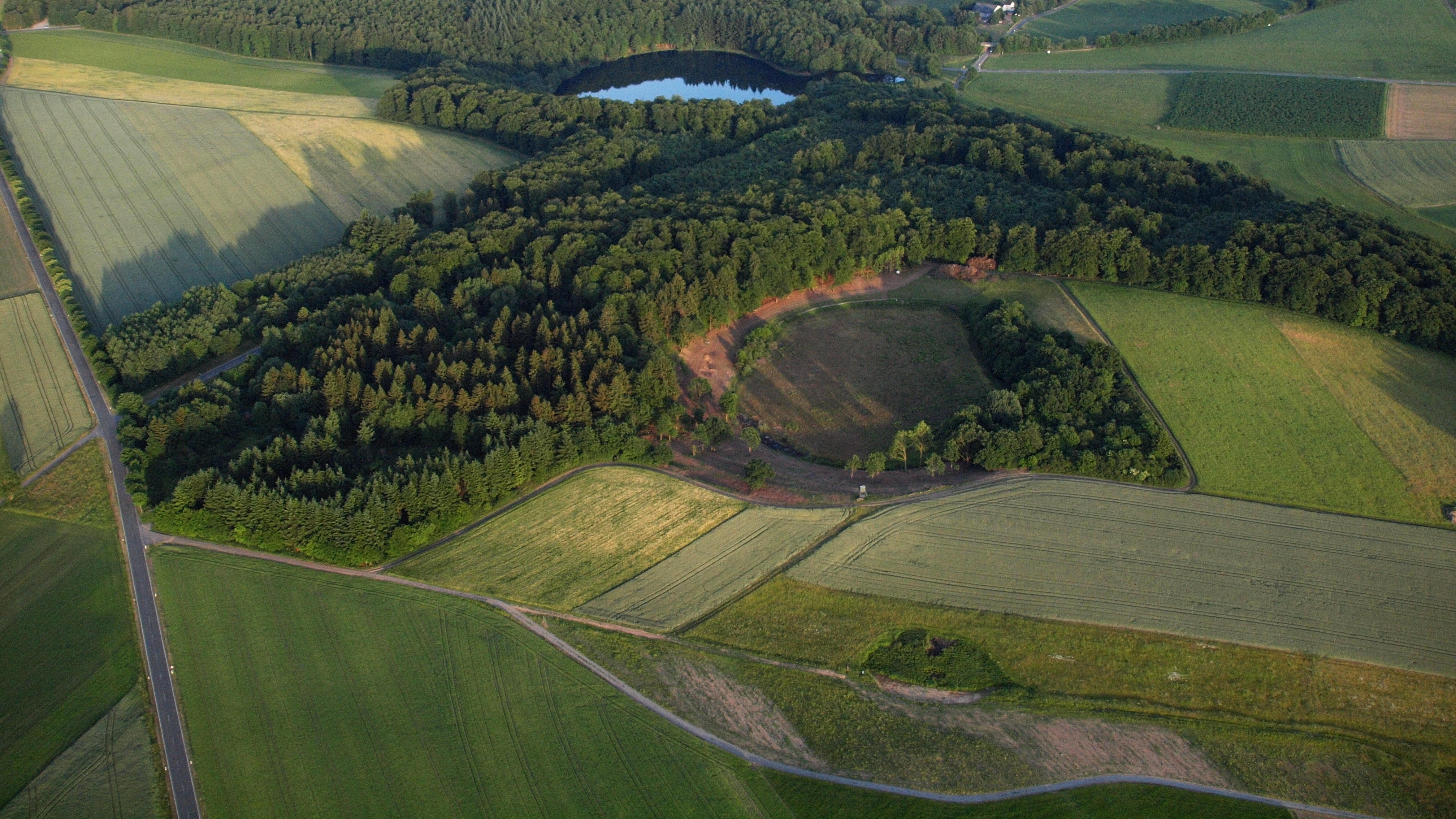
Maare, Hitsche Maar (Vorne) Dürres Maar (Mitte), Holzmaar (Hinten), Luftaufnahme (2015)

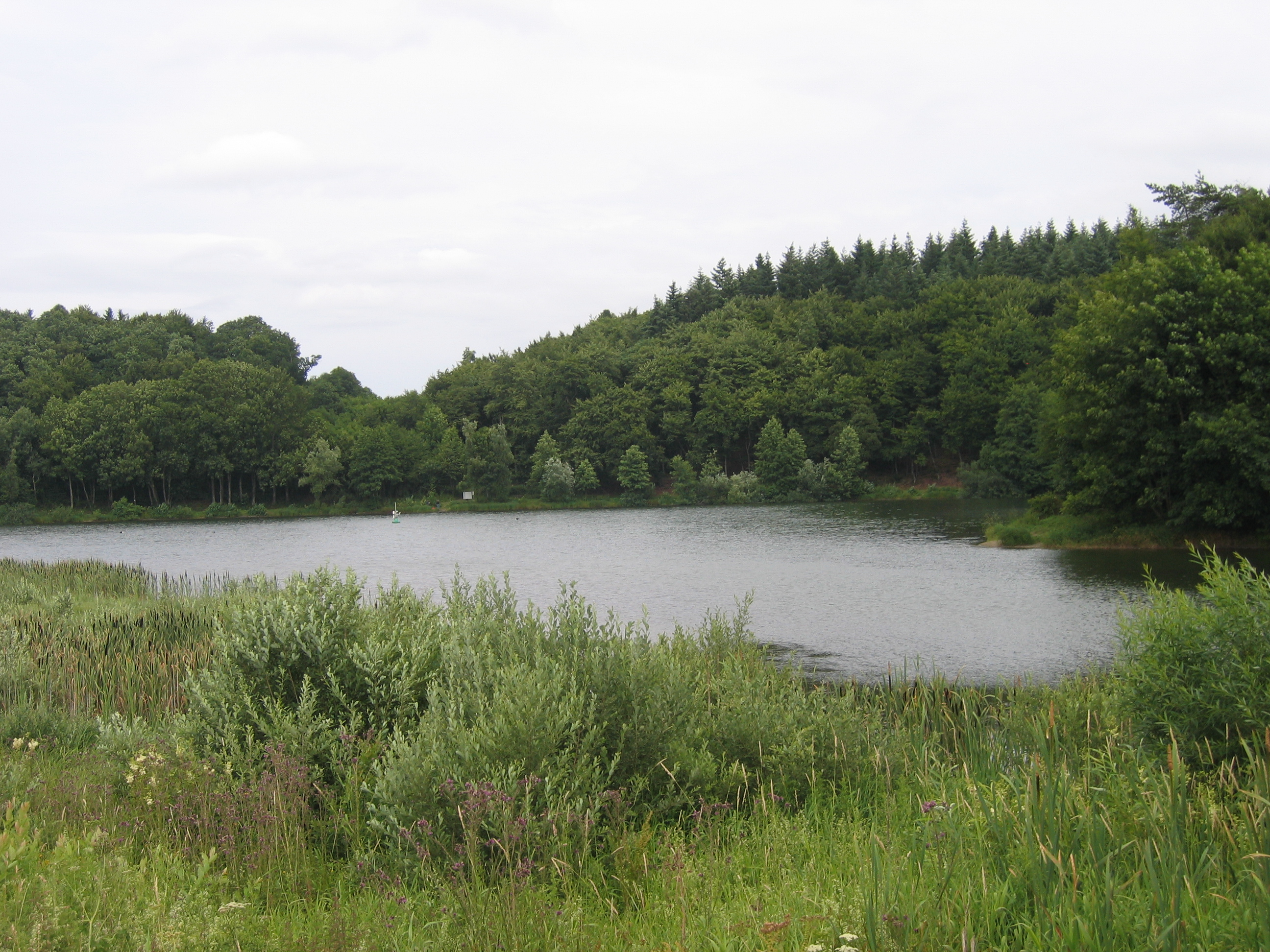
Das Holzmaar

Das Holzmaar liegt in der Vulkaneifel in Rheinland-Pfalz fast auf halber Strecke zwischen Gillenfeld (2,5 km südwestlich entfernt) und Eckfeld. Das Maar hat eine Größe von ca. 6,8 ha bei einem Durchmesser von 325 m und einer Tiefe von 21 m; es liegt in einem Naturschutzgebiet und ist fast völlig von Wald umgeben.
Es wird von einem Quellbach des Sammetbaches gespeist, der das Maar durchquert. In unmittelbarer Nähe liegt das Dürre Maar.
Am Süd- bzw. Südwestufer ist das Maar durch Sedimente verlandet, deren Bohrkerne einen umfangreichen Aufschluss über das Klima bis in die letzte Kaltzeit geben. Die Sedimente des Holzmaars gehen bis 23.220 Kalenderjahre BP zurück. Die Einordnung wurde durch Vergleiche der im Maarkessel erhaltenen Abfolge und ihrer Datierungen mit dem Meerfelder Maar ermöglicht. Der aus der Warvenchronologie abgeleitete Zeitpunkt des Maximums der letzten Kaltzeit ist in guter Übereinstimmung mit dem aus den Daten des Greenland Ice Sheet Project (GISP2), sie stehen jedoch in gewissem Widerspruch mit denen des Greenland Ice Core Projects (GRIP).
In der Abfolge der Sedimente wurden drei Schichtbereiche gefunden, in denen besonders viel Staub im Maarsee abgelagert wurde. Falls diese staubreichen Schichten den Eisvorstößen des norddeutschen Inlandeises entsprechen, ist an geeigneten Orten in Norddeutschland durch den Vergleich mit der genauen Altersbestimmung des Staubs in den Maarsedimenten eine ebenso genaue Altersbestimmung der dortigen Endmoränen möglich.